# İmralı
Cette page contient des caractères spéciaux ou non latins. S’ils s’affichent mal (▯, ?, etc.), consultez la page d’aide Unicode.
İmralı (en turc : İmralı Adası, prononcé [imrɑ'ɫɯ aˈdaːsɯ]) est une petite île turque située dans le sud de la mer de Marmara, à l’ouest de la péninsule d’Armutlu-Bozburun dans la province de Bursa.

## Géographie
L'île, de 8 km de long du nord au sud et de 3 km de large, a une superficie de 25 km2. Le sommet le plus élevé est  Türk Tepesi (« le Mont turc ») d'une altitude de 217 m.

## Histoire
Dans l’Antiquité, l’île s’appelait en grec : Βέσβικος (Bésbikos), et durant la période byzantine, Kalolimnos. Au XIVe siècle, les Ottomans la prennent en 1308 et y établissent une base navale qui leur permet de contrôler la mer de Marmara et de couper toute liaison des Byzantins avec Bursa. Le nom turc de l’île vient du nom de son conquérant, Emir Ali, qui fut l’un des premiers amiraux ottomans.
Jusqu’à la guerre d’indépendance turque (1919-1922), il existait trois villages grecs sur l’île. Les habitants s’occupaient principalement de la culture du raisin et de la production de vin, de la production de soie et de pêche. À la suite de l'échange de populations entre la Grèce et la Turquie en 1923, l'île est restée presque inhabitée jusqu'en 1935, date à laquelle une prison semi-ouverte y fut construite. Les prisonniers étaient autorisés à travailler dans l'agriculture et la pêche pour gagner de l’argent.
C'est dans cette île que le premier dirigeant démocratiquement élu de la République de Turquie, le Premier ministre Adnan Menderes, a été exécuté en 1961 après le coup d'État du 27 mai 1960. Deux ministres de son gouvernement, Hasan Polatkan (ministre des Finances) et Fatin Rüştü Zorlu (ministre des Affaires étrangères), y ont également été exécutés.

### Époque actuelle
En 1999, après la capture d'Abdullah Öcalan, les autres détenus sont transférés dans d'autres prisons, et l'île est transformée en prison de haute sécurité. Il existe également une base militaire sur l'île et la zone alentour est interdite d'accès.
L'île sert depuis 1999 de prison de haute sécurité pour un seul détenu, Abdullah Öcalan, le fondateur et chef du Parti des travailleurs du Kurdistan. Cependant, depuis novembre 2009, d'autres détenus ont été intégrés dans le centre de détention dans le but « d'atténuer la solitude » du prisonnier, selon les avocats de ce dernier.

## Détenus notoires de la prison
- Adnan Menderes, Premier ministre[4]
- Fatin Rüştü Zorlu, ministre des Affaires étrangères
- Hasan Polatkan, ministre des Finances

Ces trois derniers furent exécutés par pendaison sur l'île en 1961.
- Abdullah Öcalan , fondateur du PKK, toujours en captivité sur l'île.

### Anciens détenus
- Yılmaz Güney, réalisateur, prisonnier politique, évadé en 1981, auteur du film Yol, la permission, dont le récit commence d'ailleurs sur l'île[5].
- William Hayes, étudiant américain incarcéré pour trafic de drogue, s'évade de l'île en 1975. Il raconte son histoire dans un livre porté au cinéma, Midnight Express, film qui occulte son séjour à İmralı. En effet, il y est emprisonné à Bayrampașa, un établissement pénitentiaire situé dans un quartier d'Istanbul[6].